# Diaspora
Der Begriff Diaspora ([diˈaspoʀa]; altgriechisch διασπορά diasporá, deutsch ‚Zerstreuung, Verstreutheit‘) bezeichnet die Existenz religiöser, nationaler, kultureller oder ethnischer Gemeinschaften in der Fremde, nachdem sie ihre traditionelle Heimat verlassen haben und mitunter über weite Teile der Welt verstreut sind. Im übertragenen Sinn, der umgangssprachlich häufig ist, kann es auch die so lebenden Gemeinschaften selbst oder ihr Siedlungsgebiet bezeichnen. Im Unterschied zu einer multikulturellen Gesellschaft besteht bei einer Diaspora meist über Generationen aufrechterhaltene Herkunftslandbezüge, grenzüberschreitende Loyalitäten, Beziehungen und Orientierungen.
Ursprünglich und über viele Jahrhunderte bezog sich der Begriff nur auf die Jüdische Diaspora,  dem Exil des jüdischen Volkes und seiner Zerstreuung außerhalb des historischen Heimatlandes. Seit der frühen Neuzeit bezieht er sich auch auf lokale Minderheiten der christlichen Diaspora. In Griechenland werden mit dem Begriff die Auslandsgriechen bezeichnet, die über die Hälfte des Griechentums ausmachen.
Seit den 1990er Jahren wird der auch als Weltzerstreuung übersetzte Begriff Diaspora zunehmend auch in die semantische Nähe der Konzepte des Transnationalismus beziehungsweise der Transmigration gerückt.

## Ursprung und Bedeutung
Das Wort stammt aus der Übersetzung der Septuaginta, der griechischen Übersetzung der hebräisch-aramäischen Bibel (Tanach): „Der Herr wird dich unter alle Völker verstreuen, vom einen Ende der Erde bis zum anderen Ende der Erde.“ (Dtn 28,64 ) Es wird dabei als Metapher gebraucht, die eine Auflösung des Volkes beziehungsweise Trennung und Entfernung von seinem Heimatland umschreibt.

## Begriffsbestimmungen und Konzepte
William Safran hat sechs Regeln zur Unterscheidung von Diasporas von Migrantengemeinden festgelegt. Sie halten einen Mythos aufrecht oder behalten eine kollektive Erinnerung an ihre Heimat. Sie betrachten ihre angestammte Heimat als ihre wahre Heimat, zu der sie schließlich zurückkehren werden. Sie fühlen sich der Wiederherstellung oder Erhaltung dieser Heimat verpflichtet. Und sie beziehen sich persönlich oder stellvertretend auf die Heimat bis zu einem Punkt, an dem sie ihre Identität prägt.
Alois Mosmüller macht eine Diaspora anhand von 10 Merkmalen fest. Es muss einen wichtigen Grund geben, die Heimat verlassen zu haben, wie Vertreibung, Flucht vor Verfolgung, Hunger und Elend, heute auch Suche nach besseren Lebenschancen. Es wird ein (mythisches) Heimatland idealisiert mit dem Wunsch, irgendwann dorthin zurückzukehren. Sie muss eine gewisse Anzahl von Menschen umfassen und dauerhaft bestehen und sich nicht durch Assimilation oder Heirat auflösen. Es bestehen Einrichtungen und Netzwerke, die einen sozialen Zusammenhalt herstellen und eine gewisse Unabhängigkeit von der Residenzgesellschaft ermöglichen. Es haben sich Werte, Normen und Praktiken entwickelt, die die Diaspora-Gemeinde von der sie umgebenden Mehrheitsgesellschaft unterscheidet. Es besteht das Gefühl, von der Mehrheitsgesellschaft nicht wirklich akzeptiert zu sein (kollektive Identität als Schutzschild gegen Ausgrenzungs- und Abwertungserfahrungen). Eine Diaspora hat das Dilemma sowohl gegenüber dem Residenzland als auch gegenüber dem Herkunftsland loyal sein zu müssen oder zu wollen. Es gibt ein starkes Bedürfnis sich im Residenzland für die Belange des Heimatlandes einzusetzen. Er wird erwarten auch gegenüber anderen Diasporas der eigenen Volksgruppe über Ländergrenzen hinweg solidarisch zu handeln, was zu transnationalen Netzwerken führt. Es besteht eine Elite, die ein Interesse an der Aufrechterhaltung der Diasporagemeinschaft hat.
Robin Cohen unterscheidet in seinem Buch über den Begriff der Diaspora verschiedene Konzepte von Diaspora. Zunächst die Opfer-Diaspora. Diese ist eine ethnische oder religiöse Minderheit mit einer häufig traumatischen Wanderungsgeschichte und mit meist über Generationen aufrechterhaltenen Herkunftslandbezügen. Sie kennzeichnet Vertreibung, Heimatverlust, Entwurzelung, Machtlosigkeit und Leid. Cohen nennt für die Opferdiapsora als Beispiele die Armenier, die Juden oder auch die afrikanischen Sklaven. Er führt ferner die Diaspora von Arbeitsmigration auf. Die Arbeitsdiaspora untersucht er an indischer und türkischer Vertragsarbeiter. Daneben besteht laut Cohen eine imperiale Diaspora in  imperialen Kolonialreichen. Er nennt dort als Beispiele britische Siedler in Südafrika. Er spricht auch von der Diaspora des Handels und untersucht die Handelsdiaspora am Beispiel der Chinesen und der Libanesen. Er beschreibt eine kulturelle Diaspora (deterritorialisierte Diaspora) und bespricht dies am Beispiel der karibischen Diaspora. Schließlich beschäftigt es sich mit jenen Vorstellungen von Diaspora, die vor allem eine starke Sehnsucht nach einem Heimatland artikulieren oder gar einen Mythos um dieses Heimatland pflegen. Die letzten Spuren ihrer ursprünglichen kulturellen Zugehörigkeit von Menschen in einer Diaspora bestehen demnach häufig im Widerstand der im Exil lebenden Gemeinschaft gegen einen Wechsel der Sprache und in der Aufrechterhaltung der traditionellen religiösen Praxis.

## Liste der Diasporas

### Jüdische Diaspora
Ursprünglich wurden mit Diaspora geschlossene Siedlungen der Juden bezeichnet, die nach dem Untergang des Reiches Juda 586 v. Chr. zunächst im Babylonischen Exil entstanden und sich in den folgenden Jahrhunderten von dort und von Palästina aus ausbreiteten. Nach der Vertreibung der Juden aus Palästina 135 n. Chr. durch Kaiser Hadrian trat eine neue Situation ein: Anders als andere Flüchtlinge, die auf der Suche nach einem neuen Lebensraum aufbrachen, war für die vertriebenen Juden kennzeichnend, dass sie aus religiösen Gründen an eine Rückkehr in ihre Heimat in Palästina glaubten. Dieser Glaube an das Gelobte Land war sowohl schriftlich in der hebräisch-aramäischen Bibel (Dtn 30,3 ) wie im Hauptgebet der Juden verankert. Das Ende der Diaspora sollte durch die Ankunft des Messias herbeigeführt werden (Jes 11,12 ; Jes 27,12f ). Diese einzigartige Situation, die auf die Juden identitätsstiftend wirkte, veranlasste manche Wissenschaftler, die Bedeutung des Begriffs Diaspora allein auf das jüdische Exilleben in der Zeit vom ersten Babylonischen Exil bis zur Vertreibung aus Palästina 135 n. Chr. zu beschränken. Dagegen soll das Leben der Juden in der Zeit nach der Vertreibung im Jahr 135 bis zur Gründung des Staates Israel 1948 als Galut bezeichnet werden. Diese Definition wurde in der Judaistik einflussreich, weil sie als einzige in der Encyclopaedia Judaica angegeben wird.
Der Begriff wird aber heute oft auf verschiedene Erscheinungsformen von Leben außerhalb der Heimat angewandt, auch dann, wenn dies nicht an einen Glauben an einen Messias gebunden ist. Dennoch ist die jüdische Diaspora mit 8.074.300 Menschen (Stand 1. Januar 2016) trotz des inflationären Gebrauchs immer noch eine relativ große und bedeutende Diaspora.
Für Juden gilt das talmudische Prinzip des Dina de-malchuta dina (aramäisch דִּינָא דְּמַלְכוּתָא דִּינָא „Das Gesetz des Landes ist Gesetz“). Es wurde vom babylonischen Amoräer Samuel in Verhandlungen mit dem Sassanidenherrscher Schapur I. im 3. nachchristlichen Jahrhundert festgelegt und hat seine Gültigkeit in der jüdischen Diaspora bis heute bewahrt. Es schreibt vor, dass Juden grundsätzlich verpflichtet sind, die Gesetze des Landes, in dem sie leben, zu respektieren und zu befolgen. Das bedeutet auch, dass die Landesgesetze in bestimmten Fällen sogar den Rechtsgrundsätzen der Halacha vorgehen.

### Andere religiöse und ethnische Diasporas
Schon seit der frühen Neuzeit wird der Begriff auch auf lokale Minderheiten der christlichen Diaspora bezogen. Während der Begriff der Diaspora im religionsgeschichtlichen Zusammenhang gemeinhin negativ besetzt ist, verwendet die Wissenschaft diesen heute nicht mehr zwingend nur negativ. In jedem Fall kann die diasporische Situation – das Leben als ethnische oder kulturelle Gemeinschaft in der Fremde – als ein Paradigma der globalisierten Welt gelten. Die Diaspora befindet sich im Spannungsfeld zwischen kosmopolitischer Losgelöstheit und einem Nationalismus, der sich nicht länger rein territorial versteht. Diasporische Kulturen und Gruppen sind vielfältig und heterogen geworden. Im Zusammenhang mit der Diaspora verwendete Begriffe wie Exil, Immigrant, Ausgestoßener, Flüchtling, Expatriate oder Minderheit und Transnationalität zeigen die Probleme auf, eine allgemein gültige Begriffsbestimmung aus heutiger Sicht zu erstellen.
Über die materiellen Probleme hinaus stellt die Diasporasituation die Menschen vor die Frage nach ihrer kulturellen Identität. Oft betonen und überhöhen sie die Werte ihres Ursprungslandes. Freiwillige oder erzwungene Ab- und Ausgrenzung einerseits (Parallelgesellschaft), Assimilation bis zum Verlust der Muttersprache oder Religion der Gemeinschaft andererseits sind die Extreme, zwischen denen Diasporabevölkerungen ihren Weg suchen. Die dabei seit Jahrhunderten gewonnenen Erfahrungen können wertvoll sein für eine Welt, in der kulturelle Vielfalt zur Normalsituation wird. Insgesamt entwickeln Minderheiten, die lange Zeit nirgends hoffen dürfen, eine Mehrheit zu werden, durchaus spezifische Politik-Konzepte; auch gegenüber anderen Minderheiten.
Wichtige Diasporas umfassen die folgenden Gemeinschaften (in alphabetischer Reihenfolge):
- Die afghanische Diaspora, v. a. Flüchtlinge, die aufgrund der Kriege in Afghanistan seit den 1980er Jahren stattfinden, fliehen und geflohen sind, v. a. in die Nachbarländer Iran, Pakistan und Tadschikistan, aber auch nach Europa (die meisten nach Deutschland und ins Vereinigte Königreich) und Amerika (nach Kanada und in die USA).
- Die afrikanische Diaspora als die Gesamtheit der Afrikaner und ihrer Kulturen, die historisch u. a. durch die Sklaverei verstreut wurden.
- Die albanische Diaspora umfasst mehrere Millionen Menschen, die außerhalb ihrer traditionellen Heimat in Albanien und dem Kosovo (Kosovo-Albaner), Serbien (Albaner in Serbien), Montenegro und Griechenland (Çamen und andere alteingesessene Albaner in Griechenland) leben. Wegen wirtschaftlicher und politischer Migration leben heute die meisten davon in Italien (Albaner in Italien und Arbëresh), Griechenland (Arvaniten), Deutschland (Albaner in Deutschland), der Schweiz (Albaner in der Schweiz), den USA (Albaner in den Vereinigten Staaten), dem Vereinigten Königreich (Albaner im Vereinigten Königreich), der Türkei (Albaner in der Türkei), Österreich (Albaner in Österreich), Belgien, Argentinien (Albaner in Argentinien), Kanada (Albaner in Kanada), Kroatien (Albaner in Kroatien), Australien (Albaner in Australien) und Schweden (Albaner in Schweden).
- Die arabische Diaspora, z. B. in Frankreich, Israel, Osttimor oder der Türkei.
- Die armenische Diaspora, entstanden durch die Vertreibungen, denen die Armenier im Laufe der Geschichte immer wieder ausgesetzt waren. Die Überlebenden flohen zunächst in mehrere Gebiete des Nahen Ostens und bildeten später weltweit zahlreiche weitere Diaspora-Gemeinden (vor allem in den USA (dort v. a. in Kalifornien) und Frankreich)
- Die aserbaidschanische Diaspora mehrerer Millionen Aserbaidschaner, wovon die meisten in Russland (eine bis zwei Millionen) und den USA leben.
- Die bosnische Diaspora, etwa zwei Millionen Menschen, die v. a. während der Jugoslawienkriege der 1990er Jahre geflohen sind, die meisten davon in (West- und Nord-)Europa, Australien und Neuseeland.
- Die britische Diaspora: Engländer, Schotten und Waliser, die aus verschiedensten Gründen emigriert sind, die meisten davon nach Australien, Spanien und die USA.
- Die  bulgarische Diaspora, etwa drei Millionen Bulgaren, die meisten davon in der Türkei, Griechenland, den USA, Spanien, dem Vereinigten Königreich, Italien und Deutschland.
- Die chinesische Diaspora, weltweit über 50 Millionen Menschen, die meisten davon in anderen Ländern Ostasiens sowie in den USA und Kanada, siehe auch Chinesische Diaspora.
- Die  christliche Diaspora der christlichen Minderheiten vor allem in Ost- und Südostasien; auch die konfessionelle Diaspora (z. B. Katholiken in Nord- und Ostdeutschland (siehe dazu Bonifatiuswerk) und in Nordeuropa, Protestanten in Südeuropa).
- Die eritreische Diaspora, etwa eine Million Emigranten, die v. a. während des Unabhängigkeitskrieges 1961–1991 geflohen sind, die meisten davon in den benachbarten Sudan, oder nach Europa (Italien, Deutschland und Schweden).
- Die griechische Diaspora, die v. a. die seit der Antike in Italien, im östlichen Mittelmeer und im Kaukasus lebt, sowie seit der Neuzeit in den USA, Kanada, Australien, sowie Europa insbesondere im Vereinigten Königreich und in Deutschland.
- Die indische Diaspora, die meisten Emigranten leben im Nachbarland Nepal sowie in den USA, Malaysia, den VAE, Saudi-Arabien, dem Vereinigten Königreich, Südafrika, Kanada und Mauritius.
- Die irakische Diaspora, einige Millionen Iraker, die vor den vergangenen und dem gegenwärtigen Krieg in ihrem Land geflohen sind, die meisten davon leben in Syrien, Jordanien, dem Vereinigten Königreich, Israel, Iran, Ägypten, Deutschland und Schweden.
- Die iranische Diaspora, viele davon während der Revolution von 1979 geflohen, die meisten leben in der Türkei, den VAE, den USA, Bahrain, Kanada, Israel, Deutschland und dem Vereinigten Königreich.
- Die irische Diaspora, irische Flüchtlinge infolge der Großen Hungersnot in Irland und politischer und/oder religiöser Unterdrückung (die meisten davon heute in den USA, in Großbritannien, Australien und Kanada), heutige Nachkommen ca. 80 Millionen weltweit.
- Die islamische Diaspora als die muslimische Minderheit in Europa und Nordamerika.
- Die italienische Diaspora der weltweit ca. 27 Millionen Migranten italienischer Herkunft, die ihr Land v. a. zwischen 1870 und 1920 und dann in den Jahrzehnten nach dem Zweiten Weltkrieg, meist aus wirtschaftlichen Gründen, verlassen haben; mehrere oder mindestens etwa eine Million leben in Südamerika in Brasilien, Argentinien, Venezuela, Peru und Uruguay, in Nordamerika in den USA, und in Europa in Frankreich und Deutschland; knapp eine Million sind auch in Australien ansässig.
- Die jüdische Diaspora im modernen Sinn als diejenigen Juden, die außerhalb des jüdischen Staates Israel leben, wobei unter Diaspora im engeren Sinne überwiegend das freiwillige und unter Galut bzw. Galuth (hebräisch ‚Exil, Diaspora, Exilgemeinschaft‘) das unfreiwillige Exil verstanden wird (siehe auch Link unten). Es werden traditionell vier Galujot (Mehrzahl von Galut) unterschieden: das babylonische Exil, das persische Exil, das hellenistische Exil und das im Prinzip bis heute andauernde edomitische Exil (im Römischen Reich und seinen Nachfolgezivilisationen).
- Die kolumbianische Diaspora, etwa fünf Millionen, die seit dem frühen 20. Jahrhundert v. a. vor Bürgerkriegen geflohen sind, die meisten in die USA, ins benachbarte Venezuela sowie nach Spanien.
- Die koreanische Diaspora von etwa sieben Millionen Menschen, wovon die meisten in China, den USA, Japan und Kanada leben.
- Die kosovarische Diaspora von knapp einer Million, die meisten davon in der Schweiz, in Deutschland und den USA.
- Die kroatische Diaspora der rund zweieinhalb Millionen Kroaten außerhalb Kroatiens und Bosnien-Herzegowinas, die meisten davon in den USA, Chile, Argentinien, Deutschland, Österreich und Australien.
- Die kubanische Diaspora, Emigranten, die während der Kubanischen Revolution von 1959 geflohen sind, die meisten davon in die USA (Miami, Florida).
- Die Diaspora der Kurden, die mit 40 Millionen Menschen die größte Nationalität weltweit ohne eigenen Staat bilden (siehe Kurdistan), von denen die meisten (16 Millionen) auf dem Gebiet der Türkei leben, mehrere Millionen jeweils im Iran, Irak und in Syrien. Außerhalb der Region sind die meisten Kurden in Deutschland (mindestens eine halbe Million), in Frankreich (ca. 150.000), in Schweden und im Vereinigten Königreich ansässig.
- Die libanesische Diaspora, ungefähr 15–16 Millionen Menschen, die v. a. in Brasilien, Argentinien, den USA und Australien leben.
- Die nordmazedonische Diaspora, etwa 600.000 Menschen (ein Drittel der gesamten mazedonischstämmigen Bevölkerung), die meisten davon in Australien, Italien, Deutschland, der Schweiz, Serbien, den USA, Brasilien, Kanada, Argentinien sowie dem benachbarten Griechenland.
- Die mexikanische Diaspora, etwa 35 Millionen Menschen (etwa ein Viertel aller Mexikanischstämmigen), von denen der allergrößte Teil in den USA lebt.
- Die montenegrinische Diaspora, etwa 40 % aller Montenegriner lebt außerhalb des Landes, die meisten in der Türkei, in den USA und in Serbien.
- Die nigerianische Diaspora, etwa drei Millionen Menschen, die meisten davon in den USA und dem Vereinigten Königreich (je mindestens eine halbe Million).
- Die pakistanische Diaspora, etwa sieben Millionen Menschen, die meisten (je mehr als eine Million) in Saudi-Arabien, den VAE und dem Vereinigten Königreich.
- Die polnische Diaspora der weltweit rund 20 Millionen Migranten polnischer Abstammung, davon leben etwa die Hälfte in den USA, drei bis fünf Millionen in Deutschland, je 2 bis 3 Millionen im Vereinigten Königreich und in Brasilien, sowie je eine Million in Kanada und Frankreich.
- Die portugiesische Diaspora, etwa sieben Millionen, davon fünf Millionen in Brasilien, weiters jeweils eine größere Anzahl in den USA, in Venezuela und in Frankreich, Kanada, Südafrika und Angola.
- Die puerto-ricanische Diaspora, fünf Millionen Puerto-Ricaner in den USA, sowie kleinere Gruppen in Kanada und Spanien.
- Die Diaspora der Roma, etwa 10 Millionen, davon die meisten in der Türkei, Rumänien, den USA, Ungarn, Bulgarien, Spanien, Frankreich, Serbien und Griechenland.
- Die rumänische Diaspora, etwa sieben Millionen, davon etwa eine Million in Italien, größere Gruppen (je mindestens eine halbe Million) auch in Spanien, Deutschland und den USA.
- Die russische Diaspora der ca. 4,4 Millionen Russen in Europa (davon etwa 1,2 Millionen in Deutschland) und vier Millionen in Amerika[10][11]
- Die schottische Diaspora, mindestens 20 Millionen weltweit, mehrere Millionen jeweils in den USA und Kanada, größere Gruppen (mindestens je eine halbe Million) in England und Nordirland (Ulster-Schotten).
- Die serbische Diaspora, zwei bis drei Millionen weltweit, davon die meisten in Deutschland, Österreich und den USA, Australien, Kanada, Schweden und der Schweiz.
- Die Diaspora der Sikhs außerhalb des Punjab, d. h. Indiens und Pakistans, etwa zehn Millionen, die meisten davon in den USA, Kanada, dem Vereinigten Königreich und Australien.
- Die somalische Diaspora, vier bis fünf Millionen, wovon die meisten in den Nachbarländern Äthiopien, Kenia und Dschibuti leben.
- Die südostasiatische Diaspora der verstreuten Flüchtlinge infolge der zahlreichen Kriege in Südostasien (Zweiter Weltkrieg, Indochinakrieg, Vietnamkrieg)
- Die syrische Diaspora, zwischen acht und 15 Millionen, die meisten davon in Brasilien, der Türkei, Libanon (je über eine Million), Jordanien, Argentinien, Saudi-Arabien, Irak, den USA, Ägypten, Kuwait, Deutschland und Griechenland.
- Die tamilische Diaspora, etwa drei Millionen Tamilen außerhalb Indiens und Sri Lankas, die meisten davon leben in Malaysia, dem Vereinigten Königreich, den USA, Südafrika, Kanada und Singapur.
- Die türkische Diaspora der weltweit ca. sieben Millionen außerhalb der Türkei lebenden Türken, die meisten davon in Deutschland (etwa 1,6 Millionen), größere Gruppen auch in Frankreich, den Niederlanden, den USA und Österreich.
- Die tschetschenische Diaspora, etwa zwei Millionen, die wegen des Tschetschenienkrieges in den 1990er Jahren geflohen sind, meistens in andere Teile Russlands, ansonsten auch in die Türkei, nach Kasachstan, Frankreich, Österreich und Belgien.
- Die ukrainische Diaspora, mindestens fünf Millionen, davon die meisten in Russland (knapp zwei Millionen), Kanada (über eine Million) und den USA (knapp eine Million).
- Die ungarische Diaspora von etwa fünf Millionen außerhalb des heutigen Ungarn lebenden Menschen ungarischer Abstammung (in Europa die meisten davon in Rumänien und den USA (je über eine Million), größere Gruppen auch in den anderen Nachbarländern Ungarns, v. a. der Slowakei, Serbien, der Ukraine und Österreich, sowie in Kanada, Israel und Deutschland).
- Die venezolanische Diaspora, Emigranten, die v. a. in den USA, Mexiko, Brasilien und Italien leben.
- Die vietnamesische Diaspora, viele sind während des und nach dem Vietnamkrieg geflohen; die meisten davon leben in den USA, im benachbarten Kambodscha sowie in Frankreich und Taiwan.

### Moderne Diaspora
Das 20. Jahrhundert ist als Jahrhundert der Migration durch zahllose Fluchtbewegungen gekennzeichnet, die ihre Ursachen in Krieg, Nationalismus, Armut und Rassismus haben. In der ersten Hälfte des 20. Jahrhunderts sahen zahlreiche Flüchtlinge aus Europa, Asien und Nordafrika ihr Heil in Nordamerika.
Zu den Flüchtlingsethnien zählen u. a.:
- Afghanen
- Albaner, große Gemeinden in Italien (Arbëresh), in Griechenland (Çamen), in der Türkei und in vielen europäischen Staaten sowie den USA
- Aramäer (Christentum)
- Armenier
- Assyrer (Gegenwart)
- Bosniaken, im Zuge des Bosnienkrieges.
- Bulgaren, 15.–18. Jahrhundert im Zuge der osmanischen Besetzung Bulgariens (Flucht nach Bessarabien) sowie Zwangsumsiedlungen in das Gebiet der heutigen Türkei. Aktuell leben ca. eine Million in Bulgarien geborene Bulgaren dauerhaft im Ausland.
- Deutsche, soweit sie nach der 1944/49 erfolgten Vertreibung aus den Ostgebieten des Deutschen Reiches zurückblieben
- Hutu
- Iraker, (ca. vier Millionen) im Zuge von Vertreibungen und Verfolgungen von Oppositionellen, des ersten Golfkrieges (1980–1988), des zweiten Golfkrieges (1991), der Sanktionen von 1991 bis 2003, des Irakkriegs 2003 und der heutigen unsicheren Situation im Irak
- Iraner, zunächst unter dem Schah verfolgt, dann verstärkt durch die Islamische Revolution
- Iren
- Jesiden
- Juden, siehe auch: Holocaust
- Jugoslawen, ein bis zwei Millionen leben heute aufgrund der politischen Umstände in Ex-Jugoslawien überall auf der Welt zerstreut. In den USA leben heute nachweislich ca. 375.000 Jugoslawen
- Kubaner (ca. zwei Millionen), welche nach der Revolution aus politischen und wirtschaftlichen Gründen ihr Land verließen und sich hauptsächlich in den USA niederließen. Siehe auch: Exilkubaner
- Kurden, die aus der Türkei, dem Irak, aus Iran und Syrien geflohen sind
- Libanesen, es leben ca. dreieinhalb Millionen im Libanon und mehr als eine halbe Million außerhalb
- Palästinenser
- Polen, in den Vereinigten Staaten leben 10 Millionen, in Großbritannien 1 Million, in Deutschland 2 Millionen Polen, siehe Polen in Deutschland
- Roma und andere ethnische Minderheiten
- Serben, ca. 6 Millionen im Ausland im Zuge der Zersplitterung Jugoslawiens und aus dem Kosovo. Allein im deutschsprachigen Raum leben heute über eine Million Serben.[12]
- Tamilen, im Zuge des Bürgerkriegs in Sri Lanka
- Tibeter
- Tschetschenen (Tschetschenische Diaspora)
- Tutsi
- Überseechinesen
- verschiedene ethnische Minderheiten aus dem russischen und ehemaligen sowjetischen Herrschaftsbereich

## Diaspora-Politik
Diaspora-Politik, auch Emigranten-Politik (auf Englisch emigrant policies), zielt in den meisten Fällen darauf ab, einerseits die Verbindungen der Emigranten zu ihren Herkunftsorten und -staaten zu stärken und andererseits ihre Integration in das Aufnahmeland zu befördern. Dabei ist Diaspora-Politik nicht mit Emigrationspolitik zu verwechseln, welche den Akt der Auswanderung selbst reguliert. Diaspora-Politik setzt später an: Bei den Rechten, Pflichten und Partizipationsmöglichkeiten von ausgewanderten Bürgern, die bereits außerhalb der Landesgrenzen leben. Die Ansätze der Einbindung der ausgewanderten Bürger in ihre Herkunftsländer werden als „staatsgeführter Transnationalismus“ (auf Englisch state-led transnationalism) bezeichnet.

### Gründe für Diaspora-Politik
Die Gründe, warum Herkunftsstaaten ein Interesse an fortdauernden Banden zu ihren Emigranten haben, sind vielseitig. Sie reichen von der Sicherstellung eines stetigen Zustroms an Geldüberweisungen (Remittances), über Kontrolle der im Ausland lebenden Bevölkerung bis hin zu einer Funktionalisierung der Emigranten als außenpolitische Lobby im Residenzland. Das wichtigste Politikfeld dabei sind staatsbürgerliche Rechte, gefolgt von sozialpolitischen Maßnahmen, die eine Ausweitung wohlfahrtsstaatlicher Funktionen über die Staatsgrenzen hinaus darstellen.
Auch für die Aufnahmestaaten der Migranten ist Diaspora-Politik wichtig, denn manche Staaten helfen ihren emigrierten Bürgern aktiv dabei, sich in die dortige Gesellschaft zu integrieren. Solche Politikansätze können die Integrationskosten für Emigranten senken – und bieten ein bislang wenig genutztes Potenzial für die Kooperation von Herkunfts- und Zielstaaten.

### Herausforderungen für Herkunfts- und Aufnahmeländer
Diaspora-Politik bleibt gleichwohl eine Herausforderung. Die Ausweitung von Politiken über die Staatsgrenzen hinaus antwortet zwar auf ein Anliegen vieler Emigranten, aber sie führt auch zu neuen Forderungen – sei es nach transparenterer und institutionalisierter Beteiligung im Herkunftsland oder für mehr und bessere Unterstützung im Aufnahmeland. Für staatliche Politik bleibt dies ein schwieriges Terrain. Jenseits der Landesgrenzen bedarf es eng koordinierter Politikansätze für Bereiche, die im Land selbst in die Zuständigkeit ganz unterschiedlicher Instanzen fallen. Gleichzeitig sind die Ressourcen zur Umsetzung im Ausland über das konsularische Netzwerk und die Kooperation mit Migrantenorganisationen und lokalen Repräsentanten in aller Regel viel geringer.

### Lateinamerika als Vorreiter
Die Tolerierung doppelter Staatsbürgerschaft hat in Lateinamerika größere Verbreitung gefunden als in jeder anderen Weltregion. Mit Ausnahme von Kuba erlauben alle Staaten ihren ausgewanderten Bürgern die Annahme einer zweiten Staatsbürgerschaft ohne Verlust der ersten. Während in Europa Nationalität und Staatsbürgerschaft vielfach synonym verwendet werden, besteht in Lateinamerika eine rechtliche Unterscheidung zwischen beiden Kategorien. Während Nationalität die Mitgliedschaft in einem Nationalstaat bezeichnet, ist Staatsbürgerschaft (auf Spanisch ciudadanía) eine Unterkategorie davon, die sich auf den Status der formalen Teilhabe an der politischen Gemeinschaft bezieht.
Die Forschung zu Lateinamerika zeigt, dass dort die Ausweitung der Diaspora-Politik mit einer Orientierung an Bürgerrechten und staatlichen Leistungen verbunden ist, die die Integration in die Aufnahmeländer positiv beeinflussen können. Auch für europäische Aufnahmeländer gilt, dass unter den vielfältigen Formen, in denen Herkunftsstaaten die Bande zu ihren Emigranten pflegen, es Möglichkeiten zu produktiver Kooperation gibt, die die Kosten von Migration und Integration senken können – zum Nutzen aller Beteiligter. Sowohl Herkunfts- und Aufnahmeländer als auch Migranten können davon profitieren.
Die Ausweitung staatlicher Funktionen und politische Innovationen im Umgang mit Emigranten sind ein weltweiter Trend, der ein neues Interesse der Herkunftsstaaten an ihren emigrierten Bürgern widerspiegelt. Lateinamerika erlebt die Ausweitung von Diaspora-Politik als Strategien, eine zerbrochene Beziehung zu all jenen Menschen wiederzubeleben, die wegen fehlender Perspektiven ihre Länder verlassen haben.